# Przejście graniczne Racibórz-Brzezie nad Odrą
Przejście graniczne Racibórz-Brzezie nad Odrą – istniejące w latach 1922–1939 polsko-niemieckie przejście graniczne pomiędzy Raciborzem (wówczas Ratibor) po stronie niemieckiej a Brzeziem (od 1927 pod nazwą Brzezie nad Odrą; dziś dzielnica Raciborza) po stronie polskiej.

## Opis
Przejście powstało w 1922, po ustaleniu granicy polsko-niemieckiej na Górnym Śląsku. Funkcjonowało do wybuchu II wojny światowej w 1939. Znajdowało się w pobliżu skrzyżowania dzisiejszych ulic Rybnickiej i Brzeskiej, obok przejazdu kolejowo-drogowego.
W pobliżu dawnego przejścia, po przeciwległych stronach ulicy, stoją dzisiaj dwie lipy  większa i starsza lipa drobnolistna oraz mniejsza lipa szerokolistna. Tę drugą nazwano Lipą Piłsudskiego. Jej pień rozdwaja się na wysokości 2,5 m. Ma symetryczną, wąską koronę. Została posadzona przez dwóch polskich strażników granicznych w 1935 dla uczczenia zmarłego marszałka Józefa Piłsudskiego, który 28 sierpnia 1922 wizytował ten punkt graniczny. Do dziś zachowały się także domy celne – polski i niemiecki, nie ma natomiast śladu po budkach straży granicznej i szlabanie.